# 松任知基
松任 知基（まつとう ともき、（生年非公開）8月14日 - ）は、日本の性別非公開・成人向け漫画家。小松えびね名義もあり。神奈川県横浜市出身。AB型。

## 略歴・人物
1995年、アフタヌーン四季賞佳作に入賞。1997年、「ヤングアニマル」掲載の『SNOW STORM』でデビュー。成人向け漫画誌で活躍する。
「さるさる日記」で「松任知基の漫画家生活」として2001年3月21日から継続的に日記連載を続けていたが、2007年7月31日以降個人ブログ「松任知基のうなねとブログ」へ移行している。

## 作品リスト
| 作品名                                    | 出版年月日 | 出版社     | ISBN                |
| ----------------------------------------- | ---------- | ---------- | ------------------- |
| 『美縛折檻』                              | 1997年12月 | 松文館     | ISBN 978-4790102717 |
| 『隷嬢 美夜子』                           | 1998年5月  | 松文館     | ISBN 978-4790103073 |
| 『隷嬢 沙知』                             | 1998年9月  | 松文館     | ISBN 9784790103431  |
| 『隷嬢の小さな秘密 - ベストオブ松任知基』 | 1998年9月  | 松文館     | ISBN 978-4790103608 |
| 『なぶられた乙女』                        | 1999年2月  | 松文館     | ISBN 978-4790103905 |
| 『秘密の部屋へようこそ』                  | 2000年2月  | 松文館     | ISBN 978-4790105282 |
| 『淫獣』                                  | 2000年8月  | 松文館     | ISBN 978-4790105893 |
| 『メイドの夜の御奉仕』                    | 2006年10月 | 松文館     | ISBN 978-4790118190 |
| 『総統の肉人形』                          | 2007年10月 | 松文館     | ISBN 978-4790120117 |
| 『どんなHでもしてあげる』                 | 2009年9月  | 松文館     | ISBN 978-4790122913 |
| 『輪姦』                                  | 2000年2月  | 東京三世社 | ISBN 978-4812605110 |
| 『くちミルク』                            | 2001年1月  | 東京三世社 | ISBN 9784812605998  |
| 『白濁美尻娘』                            | 2001年5月  | 東京三世社 | ISBN 978-4812606285 |
| 『精液搾取人形AYA』                       | 2002年1月  | 東京三世社 | ISBN 978-4812606896 |
| 『P・R（パーフェクト・レイプ）』          | 2002年12月 | 東京三世社 | ISBN 978-4812607404 |
| 『凌辱列島』                              | 2005年6月  | 東京三世社 | ISBN 978-4812611968 |
| 『HEARTFULLッ‼』                          | 2005年12月 | 東京三世社 | ISBN 978-4812623084 |
| 『破滅回路』                              | 2006年10月 | 東京三世社 | ISBN 978-4812623596 |
| 『ハニーエイジ』                          | 2003年5月  | 茜新社     | ISBN 978-4871825771 |
| 『エクスタシー・ボマー』                  | 2003年9月  | 茜新社     | ISBN 978-4812607848 |
| 『もものしずく』                          | 2004年8月  | 茜新社     | ISBN 978-4871826938 |